# Copa do Brasil 2011
Copa do Brasil 2011 var 2011 års säsong av den brasilianska fotbollsturneringen Copa do Brasil som spelades mellan februari och juni under 2011. Alla lag kvalificerade sig för Copa do Brasil genom sina resultat i de regionala delstatsmästerskapen eller, om de inte kvalificerade sig på så sätt, genom sin CBF-ranking. Totalt för 2011 års säsong deltog 64 lag och turneringen bestod av utslagsmöten, de flesta (men inte alla) var dubbelmatcher. Vinnaren blev Vasco da Gama som därmed även kvalificerade sig för Copa Libertadores 2012. Av sponsorskäl hette Copa do Brasil för 2011 års säsong Copa Kia do Brasil.

## Första omgången
| Lag 1           | Tot. resultat | Lag 2               | 1:a matchen | 2:a matchen | Bortamål | Straffar |
| --------------- | ------------- | ------------------- | ----------- | ----------- | -------- | -------- |
| Murici          | 0–3           | Flamengo            | 0–3         | —           | —        | —        |
| Fast            | 3–4           | Fortaleza           | 2–0         | 1–4         | —        | —        |
| União           | 4–4 (b)       | Guarani             | 4–4         | 0–0         | 0–4      | —        |
| Horizonte       | 6–4           | ASA                 | 3–1         | 3–3         | —        | —        |
| IAPE            | 3–5           | Atlético Mineiro    | 2–3         | 1–2         | —        | —        |
| Iraty           | 3–4           | Grêmio Prudente     | 3–1         | 0–3         | —        | —        |
| Cuiabá          | 0–2           | Ceará               | 0–2         | —           | —        | —        |
| Águia de Marabá | 1–3           | Brasiliense         | 1–1         | 0–2         | —        | —        |
| Botafogo (PB)   | 3–1           | Vitória             | 3–1         | 0–0         | —        | —        |
| Ceilândia       | 0–5           | Caxias              | 0–5         | —           | —        | —        |
| Ypiranga        | 0–3           | Coritiba            | 0–1         | 0–2         | —        | —        |
| Brusque         | 3–3 (b)       | Atlético Goianiense | 3–2         | 0–1         | 0–2      | —        |
| Comercial (PI)  | 2–7           | Palmeiras           | 1–2         | 1–5         | —        | —        |
| Santa Helena    | 1–3           | Uberaba             | 1–3         | 0–0         | —        | —        |
| Sampaio Corrêa  | 2–2 (b)       | Sport               | 0–0         | 2–2         | —        | —        |
| Navairaiense    | 1–3           | Santo André         | 1–2         | 0–1         | —        | —        |
| Comercial (MS)  | 1–6           | Vasco da Gama       | 1–6         | —           | —        | —        |
| Barras          | 2–3           | ABC                 | 1–2         | 1–1         | —        | —        |
| Bangu           | 3–2           | Portuguesa          | 3–1         | 0–1         | —        | —        |
| Trem            | 2–7           | Náutico             | 2–1         | 0–6         | —        | —        |
| Rio Branco (AC) | 3–4           | Atlético Paranaense | 2–1         | 1–3         | —        | —        |
| São José (RS)   | 1–3           | Paulista            | 1–0         | 0–3         | —        | —        |
| São Domingos    | 1–5           | Bahia               | 0–0         | 1–5         | —        | —        |
| Penarol         | 4–5           | Paysandu            | 2–3         | 2–2         | —        | —        |
| River Plate     | 1–1 (s)       | Botafogo            | 1–0         | 0–1         | 0–0      | 1–4      |
| Gurupi          | 1–4           | Paraná              | 1–1         | 0–3         | —        | —        |
| Vilhena         | 0–3           | Avaí                | 0–3         | —           | —        | —        |
| Rio Branco (ES) | 0–4           | Ipatinga            | 0–1         | 0–3         | —        | —        |
| Treze           | 0–3           | São Paulo           | 0–3         | —           | —        | —        |
| Corinthians     | 1–4           | Santa Cruz          | 1–4         | —           | —        | —        |
| Vitória (ES)    | 1–4           | Goiás               | 1–4         | —           | —        | —        |
| Baré            | 1–3           | Ponte Preta         | 1–2         | 0–1         | —        | —        |

## Andra omgången
| Lag 1               | Tot. resultat | Lag 2               | 1:a matchen | 2:a matchen | Bortamål | Straffar |
| ------------------- | ------------- | ------------------- | ----------- | ----------- | -------- | -------- |
| Fortaleza           | 0–3           | Flamengo            | 0–3         | —           | —        | —        |
| Horizonte           | (b) 3–3       | Guarani             | 1–1         | 2–2         | 2–1      | —        |
| Atlético Mineiro    | 1–2           | Grêmio Prudente     | 1–2         | 0–0         | —        | —        |
| Brasiliense         | 2–7           | Ceará               | 2–1         | 0–6         | —        | —        |
| Botafogo (PB)       | 1–4           | Caxias              | 0–1         | 1–3         | —        | —        |
| Atlético Goianiense | 2–5           | Coritiba            | 1–2         | 1–3         | —        | —        |
| Uberaba             | 0–4           | Palmeiras           | 0–4         | —           | —        | —        |
| Sampaio Corrêa      | 3–3 (b)       | Santo André         | 3–2         | 0–1         | 1–2      | —        |
| ABC                 | 1–2           | Vasco da Gama       | 0–0         | 1–2         | —        | —        |
| Bangu               | 0–2           | Náutico             | 0–2         | —           | —        | —        |
| Paulista            | 0–2           | Atlético Paranaense | 0–2         | —           | —        | —        |
| Paysandu            | 1–2           | Bahia               | 0–0         | 1–2         | —        | —        |
| Paraná              | 1–5           | Botafogo            | 1–2         | 0–3         | —        | —        |
| Ipatinga            | 2–5           | Avaí                | 1–1         | 1–4         | —        | —        |
| Santa Cruz          | 1–2           | São Paulo           | 1–0         | 0–2         | —        | —        |
| Ponte Preta         | 0–3           | Goiás               | 0–3         | —           | —        | —        |

## Tredje omgången
| Lag 1       | Tot. resultat | Lag 2               | 1:a matchen | 2:a matchen | Bortamål | Straffar |
| ----------- | ------------- | ------------------- | ----------- | ----------- | -------- | -------- |
| Flamengo    | 4–1           | Horizonte           | 1–1         | 3–0         | —        | —        |
| Ceará       | 4–2           | Grêmio Prudente     | 2–1         | 2–1         | –        | —        |
| Coritiba    | 5–0           | Caxias              | 4–0         | 1–0         | —        | —        |
| Santo André | 1–3           | Palmeiras           | 1–2         | 0–1         | —        | —        |
| Náutico     | 0–3           | Vasco da Gama       | 0–3         | 0–0         | —        | —        |
| Bahia       | 1–6           | Atlético Paranaense | 1–1         | 0–5         | —        | —        |
| Botafogo    | 3–3 (b)       | Avaí                | 2–2         | 1–1         | 1–2      | —        |
| Goiás       | 0–2           | São Paulo           | 0–1         | 0–1         | —        | —        |

## Kvartsfinal
| Lag 1               | Tot. resultat | Lag 2         | 1:a matchen | 2:a matchen | Bortamål | Straffar |
| ------------------- | ------------- | ------------- | ----------- | ----------- | -------- | -------- |
| Flamengo            | 3–4           | Ceará         | 1–2         | 2–2         | —        | —        |
| Palmeiras           | 2–6           | Coritiba      | 0–6         | 2–0         | –        | —        |
| Atlético Paranaense | 3–3 (b)       | Vasco da Gama | 2–2         | 1–1         | 1–2      | —        |
| São Paulo           | 2–3           | Avaí          | 1–0         | 1–3         | —        | —        |

## Semifinal
| Lag 1         | Tot. resultat | Lag 2    | 1:a matchen | 2:a matchen | Bortamål | Straffar |
| ------------- | ------------- | -------- | ----------- | ----------- | -------- | -------- |
| Ceará         | 0–1           | Coritiba | 0–0         | 0–1         | —        | —        |
| Vasco da Gama | 3–1           | Avaí     | 1–1         | 2–0         | –        | —        |

## Final
| Lag 1         | Tot. resultat | Lag 2    | 1:a matchen | 2:a matchen | Bortamål | Straffar |
| ------------- | ------------- | -------- | ----------- | ----------- | -------- | -------- |
| Vasco da Gama | (b) 3–3       | Coritiba | 1–0         | 2–3         | 2–0      | —        |